# Icius minimus
Icius minimus là một loài nhện trong họ Salticidae.
Loài này thuộc chi Icius. Icius minimus được Wanda Wesołowska & Tomasiewicz miêu tả năm 2008.